# Emiratul Ras al-Khaimah

Drapelul Ras al-Khaimah

 Ras Al-Khaimah (arabă رأس الخيمة), care s-ar traduce: "primul dintre corturi", este un emirat, care face parte din Emiratele Arabe Unite și se întinde pe o suprafață de 1700 km², aflându-se în partea de nord a Golfului Persic. În prezent emiratul este condus de Saqr bin Mohammad al-Qassimi.
Cu mult înainte de a se întemeia emiratul, acesta era cunoscut sub numele de Julfar. Istoria susține că pe acest teritoriu locuiau Azdii, parte a tribului Kahlam. Aceste triburi au ajutat la formarea emiratului Ras Al- Khaiman.